# Хиросима (фильм)
«Хиросима» (англ. Hiroshima) — документальный фильм производства BBC, выпущённый 5 августа 2005 года и посвящённый 60-летней годовщине атомной бомбардировки американцами города Хиросима. Фильм представляет собой реконструкцию тех событий с помощью рассказов очевидцев и компьютерной графики взрыва. В 2006 году фильм получил награду как Лучший документальный фильм Международной премии Эмми

## Сюжет
Документальный фильм рассказывает о первой в мире ядерной атаке и её последствиях. Охвачен трёхнедельный период, начиная от испытания Тринити и заканчивая бомбардировкой. В фильме использованы архивные плёнки, воспоминания выживших и инсценировки.

## Интервью свидетелей
В картине использованы рассказы шести выживших людей, находившихся в Хиросиме: медсестры Кинуко Ласки, армейского курсанта Морио Одзаки, водительницы трамвая Торуко Фудзии, школьника Такаси Танэмори, доктора Сюнтаро Хиды и банковской работницы Акико Такакуры. Также представлены воспоминания командира Enola Gay Пола Тиббетса и штурмана Теодора Кирка.